# Luehea paniculata
Luehea paniculata är en malvaväxtart som beskrevs av C. Martius. Luehea paniculata ingår i släktet Luehea och familjen malvaväxter. Inga underarter finns listade i Catalogue of Life.

## Bildgalleri

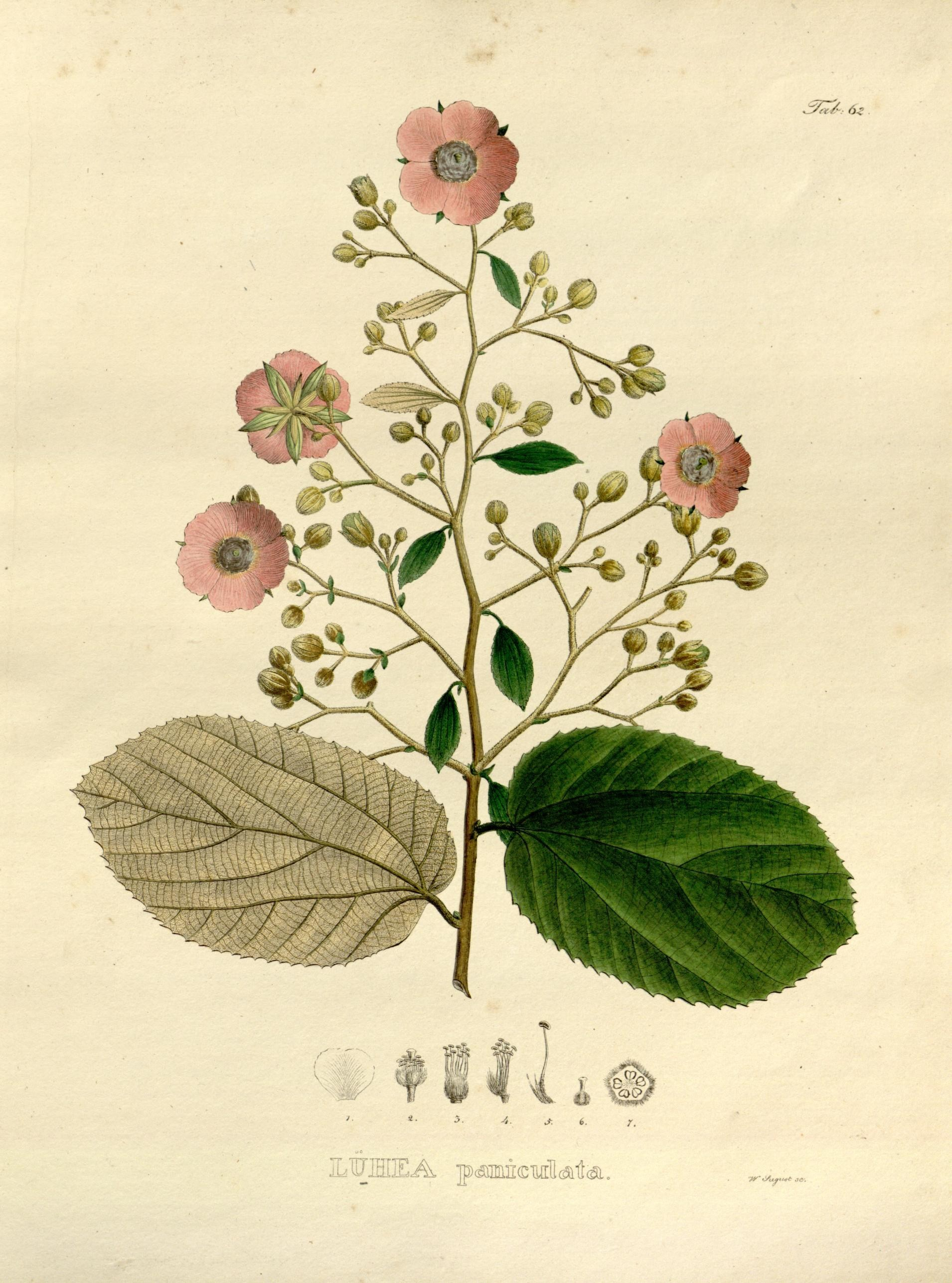
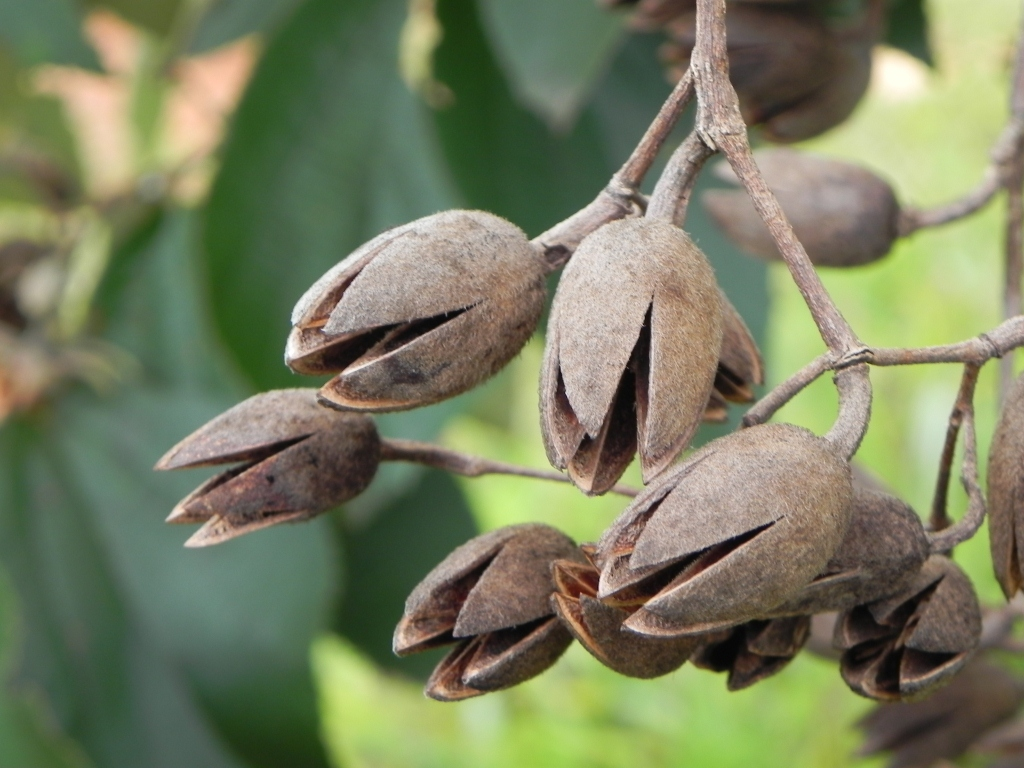
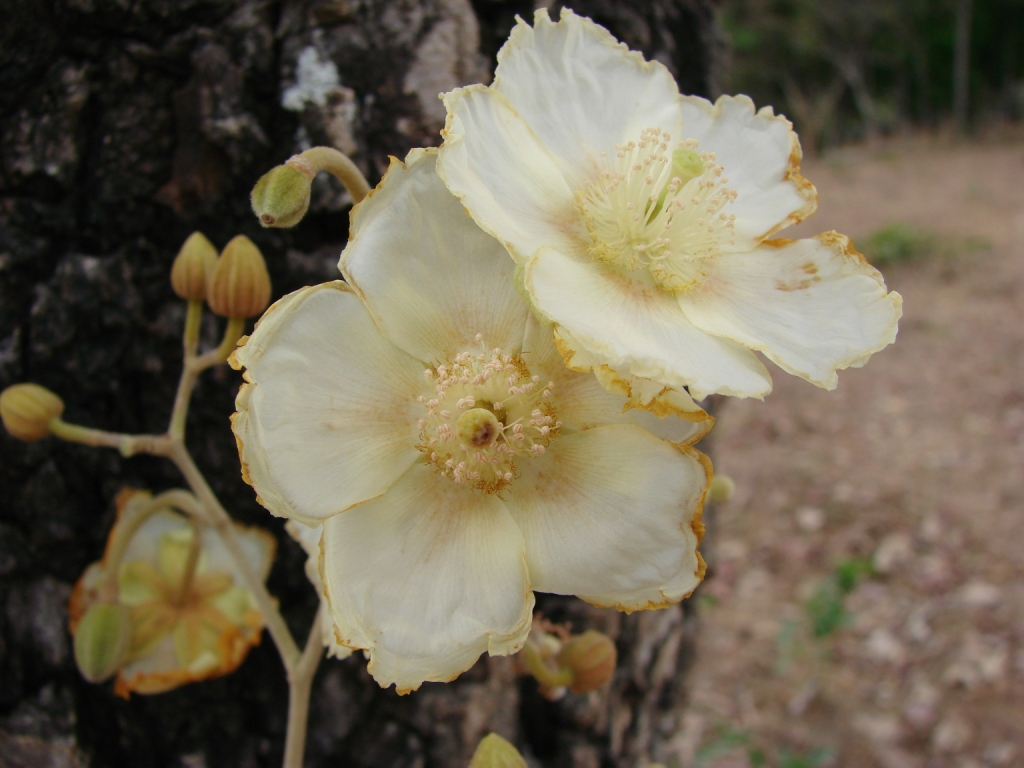